# Mukai Rocks
Die Mukai Rocks (japanisch 向岩 Mukai-iwa, deutsch ‚Gegenüberliegende Felsen‘) sind eine kleine Gruppe von Klippenfelsen vor der Prinz-Harald-Küste des ostantarktischen Königin-Maud-Lands. Sie liegen gegenüber der Ost-Ongul-Insel an der östlichen Begrenzung des Ongul-Sunds.
Luftaufnahmen und Vermessungen einer von 1957 bis 1961 durchgeführten japanischen Antarktisexpedition dienten ihrer Kartierung. Das Advisory Committee on Antarctic Names übertrug die 1972 vorgenommene japanische Benennung 1975 in einer Teilübersetzung ins Englische.